# Oxychilus nortoni
Oxychilus nortoni is een slakkensoort uit de familie van de Oxychilidae. De wetenschappelijke naam van de soort is voor het eerst geldig gepubliceerd in 1843 door Calcara.